# Mathieu Quétel
Mathieu Quétel est un chef d'entreprise et homme politique français, né en 1966. Il a été le  directeur général de Groupe 1981 et vice-président trésorier du Syndicat interprofessionnel des radios et télévisions indépendantes (SIRTI). Il a fondé Sountsou - Affaires Publiques en 2014, société qu'il préside.

## Formation
Il est diplômé de l'École supérieure de commerce de Compiègne, promotion 1989.

## Parcours Politique
Collaborateur de François-Michel Gonnot, député de l'Oise, il s'implique dans la vie locale de Compiègne. Il est membre du parti républicain puis Démocratie libérale où il assume la fonction de secrétaire départemental. Lors de la campagne présidentielle de 2002, il fait partie du comité de soutien du candidat Alain Madelin.

### Mandats électifs
Il est élu en mars 2001 au conseil municipal de Compiègne. Il est chargé de suivre les dossiers relatifs aux nouvelles technologies à la mairie et est délégué au conseil d'Agglomération de la région de Compiègne (ARC). À la suite de l'affaire Carrel, le maire lui retire ses délégations et devient simple conseiller municipal.
En novembre 2001, à la suite de la démission de François-Michel Gonnot atteint par le cumul des mandats, Mathieu Quétel devient conseiller régional de Picardie. Lors des élections régionales de 2004, il ne se représente pas.

### Affaire Carrel
Lors du conseil municipal du 15 octobre 2003, Mathieu Quétel demande la débaptisation de la rue Alexis Carrel à Compiègne. Il se fait alors le relais de la LICRA. La suite prend une ampleur démesurée et devient « l'Affaire Alexis Carrel ». Il est alors considéré par le maire et sa majorité comme un opposant, et limogé. La rue sera tardivement débaptisée et le maire Philippe Marini est encore marqué par cette histoire.

## Parcours professionnel
En 1992, il prend la direction de la radio compiégnoise Fugue FM. Il est élu vice-président et trésorier du SIRTI en 1995. Il devient administrateur du GIE Les Indépendants en 1997. Il rachète Fugue en 1998 avec Contact Group. Il est nommé directeur général chargé de la communication, des ressources humaines et du développement du groupe. Il cède ses parts et quitte le groupe en 2000 pour fonder Inovagora, société spécialisée dans l'Internet. En 2004, il rejoint le premier opérateur indépendant radiophonique Start en qualité de Délégué Général. En mai 2009, il est promu Directeur Général de Start qui devient en 2013 Groupe 1981.
Il quitte Groupe 1981 en 2014 pour fonder Sountsou - Affaires Publiques, agence de conseil en lobbying et relations institutionnelles. 
Le 27 mars 2014, le site Electron Libre annonce les départs de Philippe Gault et Mathieu Quétel du Groupe 1981.
En 2015, il décide de ne pas se représenter au renouvellement de son mandat d'Administrateur du SIRTI.

## Décorations
- Chevalier de l’Ordre des Arts et Lettres[9]